# Dolichognatha deelemanae
Dolichognatha deelemanae là một loài nhện trong họ Tetragnathidae.
Loài này thuộc chi Dolichognatha. Dolichognatha deelemanae được miêu tả năm 2008 bởi Smith.